# Rudolf Crnić
Rudolf Crnić (Zágráb, 1893. február 12. – Dugo Selo, 1945. május 8.) jugoszláv tengerész, író, a Jugoszláv Királyság távolsági hajózási és haditengerészetének kapitánya. A második világháború legvégén ölték meg partizánok azzal a hamis váddal, hogy brit kém.

## Élete
Rudolf Crnić kapitány 1893. február 12-én született Zágrábban az Osztrák-Magyar Monarchia idején. Apja Petar Crnić, anyja Đurđica Crnić volt. Gyermekkorának egy részét Zenggben töltötte abban a házban, ahol a híres költő, Silvije Strahimir Kranjčević élt. Korán beleszeretett a tengerbe és a hajókba, ezért beiratkozott a Bakari tengerészeti iskolába, amelyet 1917-ben végzett el. Hamarosan besorozták az Osztrák–Magyar Monarchia hadseregébe, egy őrszázadba. Az első világháború idején, 1917-ben és 1918-ban, Crnić százados a Linztől 20 km-re lévő Mauthausenben állomásozott. 1919-ben letette a Szerb, Horvát és Szlovén Királyság (később Jugoszláv Királyság) kereskedelmi haditengerészetének hadnagyi vizsgáját. 1925-ben letette a távolsági tengerész kapitányi vizsgát is. Időközben, 1918. április 25-én feleségül vette a dugo seloi Ana (Ankica) Hirschlert. Ana jómódú zsidó kereskedőcsaládból származó tanár volt. 1901-től 1910-ig a dugo seloi általános iskola tanóráit apja házában tartották. Crnić kapitány a háború után Zágrábban, a Đuro Deželić utcában lakott Anával, majd 1925 nyarán végleg Dugo Selóba költöztek a jelenlegi Josip Zorić utca 28. szám alatti házba. Dugo Selóban különböző helyi társadalmi szervezetekben tevékenykedett, így több évig az 1932 óta működő „Dugoselska” lövészklub titkára volt. Crnić kapitány sok jeles helyi lakossal barátkozott, közülük a leghíresebb az akkoriban nagyon népszerű kaj költő, Milan Dobrovoljac Žmigavec volt.
1920 és 1941 között a zágrábi Jugoszláv Tengerészklub szervezője és titkára volt. A két világháború között a tengerészetet és az Adriát népszerűsítette azzal, hogy előadásokat tartott a tengerről és a hajózásról. 1921-től 1941-ig a „Jugoslavenski pomorac”, 1923-ban pedig a „Naše more” folyóirat szerkesztője volt. 1922 és 1924 között időnként fedélzeti tisztként vitorlázott a Jugoszláv Királyság tengerészeti akadémiáinak hallgatóival a „Vila Velebita” iskolahajón. Élete során hajózott a jugoszláv Lloyd A.D. Split társaság „Princeza Olga” nevű kereskedelmi hajóján. Leghosszabb ideig a sušaki Óceánia hajózási társaság alkalmazottja volt a „Bor”, „Dunav”, „Vid”, „Sud”, „Vila”, „Timok” és „Kostrena” hajókon, de dolgozott az orebići Alcesa Gőzhajózási Társaságnál és a dubrovniki Jugolevantnál is. 1926-ban a Jugoszláv Királyság T2 hadihajójának első tisztje volt. 1939-től a második világháború kezdetéig a „Dragon” hadihajón, a jugoszláv haditengerészet aknavetőjén hajózott. Az áprilisban kitört háborúban az olasz légierő Šibenik és kikötője elleni támadása során Crnić kapitány és legénysége rendületlenül és bátran ellenállt a támadóknak. Miután az olaszok elfoglalták a hajót, Crnić visszatért Dugo Selóba feleségéhez és fiához.
1941 novemberében az usztasák letartóztatták, és a Független Horvát Állam (NDH) bírósága elé állították. Ezt követően a Danica koncentrációs táborba, majd a jasenovaci koncentrációs táborba került, ahol 1943 augusztusáig tartották fogva. A következő két évben felvásárlóként támogatta családját. Felesége Ana és fia, Jadranko úgy menekült meg a holokauszt elől, hogy eltitkolta zsidó származását az usztasa hatóságok elől. A háború legvégén, 1945. május 8-án, amikor a Nemzeti Felszabadító Hadsereg (NOVJ) 22. szerb hadosztálya behatolt Dugo Selóba, Crnićet a briteknek való kémkedéssel vádolták meg, és Dugo Selo környékének számos prominens lakosával együtt a partizánok lelőtték.

## Munkássága
Crnić az 1921-es Tengerészeti szótár és az 1923-as Tengerészeti olvasókönyv szerzője, valamint az 1921-as tengerészeti terminológia egyik kidolgozója volt.

## Művei
- Pomorski rječnik, (1921)
- Naše more (Pomorska čitanka), (1923)
- Iz dnevnika jednog pomorca, (2012)

## Fordítás
Ez a szócikk részben vagy egészben  a   Rudolf Crnić című szerbhorvát Wikipédia-szócikk ezen változatának fordításán alapul.  Az eredeti cikk szerkesztőit annak laptörténete sorolja fel. Ez a jelzés csupán a megfogalmazás eredetét és a szerzői jogokat jelzi, nem szolgál a cikkben szereplő információk forrásmegjelöléseként.